# Mont d'Or (kaas)
De  Mont d'Or of Vacherin du Haut-Doubs is een Franse kaas met gewassen korst. De Mont d'Or komt uit het oosten van het land, tegen de grens van Zwitserland. Net over de grens in het kanton Vaud wordt een enigszins gelijkende kaas gemaakt, de Vacherin Mont-d'Or.
De kaas is afkomstig uit de hoge berggebieden (hoger dan 700 meter) van de Haut-Doubs (Jura). Om precies te zijn uit de kantons: Mouthe, Morteau, Pontarlier en delen van de kantons Levier, Maîche, Russey en Montbenoît. De origine van de kaas ligt in de verminderde melkproductie door de koeien in een deel van het jaar. Was er na het melken in de bergen niet voldoende melk voor een hele Comté, dan werd de Mont d'Or gemaakt. Vanuit deze traditie is geboren dat de kaas nog steeds uitsluitend gemaakt wordt van september tot april.
De kaas wordt gemaakt van rauwe koemelk (7 liter per kilo kaas), van de koeien uit de streek (met name van het ras Montbéliard). Na stremming wordt de kaas in een cilindrische vorm gedaan. Wanneer de kaas uit de vorm gehaald wordt, gaat er vervolgens een ring van dennenhout omheen. Na gewassen te zijn wordt de Mont d'Or naar de rijpingsruimtes gebracht, waar de kaas rijpt op het hout uit de streek. Tijdens de rijping wordt de kaas regelmatig gekeerd en gewassen. De kaas rijpt minimaal 21 dagen, optimaal 5-7 weken. De kaas wordt verkocht in houten doosjes (van hetzelfde dennenhout) die eigenlijk net te klein zijn, waardoor de kaas een licht golvende vorm krijgt.
Sinds 1981 had de kaas het AOC-keurmerk, en sinds 1996 is dit vervangen door de beschermde oorsprongsbenaming (BOB) die in het Frans AOP wordt genoemd (appellation d'origine protégée).